# Prințesa Augusta a Marii Britanii
Prințesa Augusta (31 august 1737 – 23 martie 1813) a fost membră a familiei regale britanice, nepoată a regelui George al II-lea și sora regelui George al III-lea. S-a căsătorit cu Charles William Ferdinand, Duce de Brunswick, membru al Casei Brunswick. Fiica ei, Caroline de Brunswick a devenit soția regelui George al IV-lea.

## Primii ani
Prințesa Augusta s-a născut la Palatul St. James din Londra. Tatăl ei a fost Frederic, Prinț de Wales, fiul cel mare al regelui George al II-lea și al reginei Caroline de Ansbach. Mama ei a fost Prințesa Augusta de Saxa-Gotha.
Cincizeci de zile mai târziu a fost botezată la Palatul St. James de John Potter, arhiepiscop de Canterbury. Nașii ei au fost: bunicul patern, Regele George al II-lea (reprezentat de Lordul Chamberlain, Charles FitzRoy) și bunicile Regina Caroline și Ducesa de Saxa-Gotha (ambele reprezentate prin procură).
În momentul nașterii ei a fost a doua în linia de succesiune. Augusta a primit o educație atentă; negocierile legate de căsătoria ei au început în 1761.

## Căsătoria

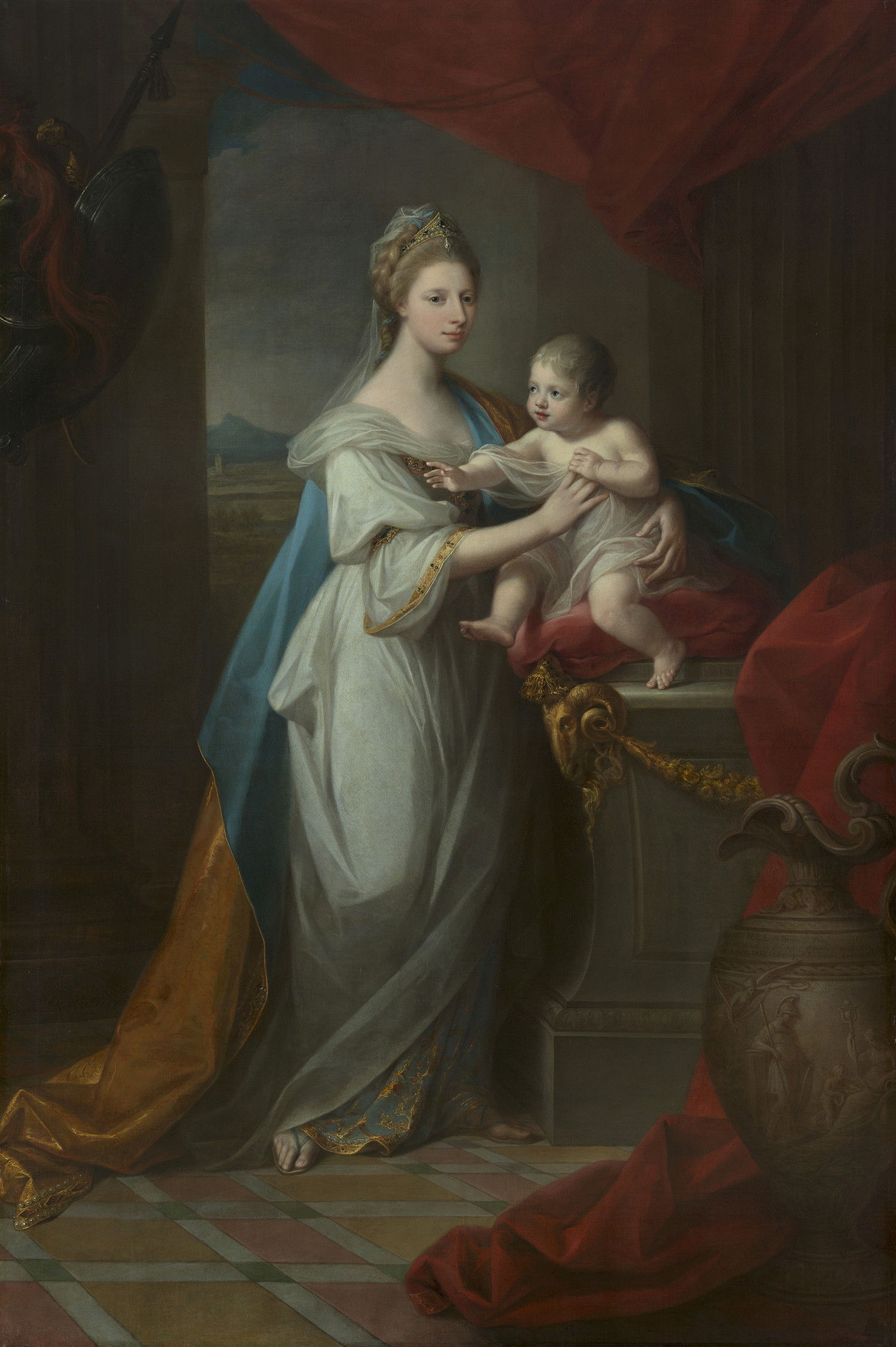
Portret al Augustei de Hanovra cu primul ei fiu, Karl Georg de Brunswick, 1767.

La 16 ianuarie 1764, Augusta s-a căsătorit cu Karl William Ferdinand, Duce de Brunswick, la capela regală a Palatului St James.   
Augusta a considerat reședința din Brunswick ca fiind prea simplă. Ea a revenit în Marea Britanie în 1764 pentru a da naștere primului ei copil și s-a întors în Brunswick la mult timp după naștere. Un palat nou a fost construit pentru ei la Zuckerberg, în sudul Brunswick, construit de către Carl Christoph Wilhelm Fleischer, și numit Richmond, pentru a-i aminti de Anglia. Când palatul a fost terminat în 1768, Augusta s-a mutat permanent acolo.
Căsătoria a fost un aranjament politic și Augusta și Karl s-au privit reciproc cu indiferență. Augusta a fost indiferentă la aventurile lui Karl cu Maria Antonia Branconi și Louise Hertefeld. Indiferența ei a fost uneori văzută ca aroganță și a dat naștere la zvonuri și calomnii. Popularitatea Augusta a fost grav afectată de faptul că fiii ei mai mari, s-au născut cu handicap.
Augusta rareori a apărut la curtea din Brunswick, din cauza dominației soacrei ei. Când Karl a devenit regent în 1773, soacra ei a părăsit curtea și Augusta și-a jucat rolul de prima doamnă în ceremoniile de la curte deși adesea își lua scurte vacanțe pe care le petrecea la palatul Richmond. În 1780, Karl, regent deja pentru tatăl său, a devenit duce suveran și Augusta a devenit ducesă.

## Copii
Cuplul a avut 7 copii:
- Augusta de Brunswick-Wolfenbüttel (3 decembrie 1764 - 27 septembrie 1788), căsătorită în 1780 cu Friedrich al III-lea, Duce de Württemberg; au avut copii
- Karl Georg August (8 februarie 1766 - 20 septembrie 1806), căsătorit în 1790 cu Frederika Luise Wilhelmine, Prințesă de Orania-Nassau; n-au avut copii
- Caroline Amalie Elisabeth (17 mai 1768 - 7 august 1821), căsătorită în 1795 cu George al IV-lea al Regatului Unit; au avut copii
- Georg Wilhelm Christian (27 iunie 1769 - 16 septembrie 1811); declarat invalid, exclus din linia de succesiune
- August (18 august 1770 - 18 decembrie 1822); declarat invalid, exclus din linia de succesiune
- Friedrich Wilhelm (9 octombrie 1771 - 16 iunie 1815), căsătorit în 1802 cu  Maria Elisabeth Wilhelmine, Prințesă de Baden; au avut copii
- Amelie Karoline Dorothea Luise (22 noiembrie 1772 - 2 aprilie 1773)

## Ultimii ani
În 1806, când Prusia a declarat război Franței, Ducele de Brunswick, care avea 71 de ani a fost numit comandant șef al armatei prusace. În același an, la 14 octombrie, în Bătălia de la Jena, Napoleon a învins armata prusacă și, în aceeași zi, în Bătălia de la Auerstadt, Ducele de Brunswick a fost rănit grav; a murit câteva zile mai târziu. 
Ducesa de Brunswick împreună cu familia ei a plecat în Altona. Deoarece armata franceză înainta, ambasadorul britanic a sfătuit-o pe Augusta să fugă. A fost invitată în Suedia de către cumnatul nurorii ei, Gustav al IV-lea Adolf al Suediei. Nora ei, Prințesa Mary a acceptat invitația și a plecat în Suedia, însă Augusta a plecat la Augustenborg, un oraș mic la est de Jutland. Ducesa de Brunswick a rămas acolo împreună cu nepoata ei, Prințesa Louise Augusta, fiica surorii sale, regina Caroline Mathilde a Danemarcei, până când fratele ei, George al III-lea al Marii Britanii, i-a permis să se mute la Londra în septembrie 1807.
S-a mutat în Casa Montague din Blackheath, Greenwich împreună cu fiica ei Prințesa de Wales dar curând a achiziționat casa vecină, pe care a numit-o Casa Brunswick. Ducesa de Brunswick a trăit în Blackheath și a murit, în 1813, la 75 de ani.